# 扭伤
扭伤（英語：sprain），也被称为韧带撕裂（英語：torn ligament），是指关节内韧带的拉扯或撕裂，通常是由于外伤突然迫使关节活动超出其功能性范围而引起的。韧带是由膠原蛋白组成的坚韧的非弹性纤维，它将两个或多个骨骼连接到一个关节上，对关节的稳定性和本体感觉非常重要，本体感觉是身体对肢體位置和运动的感觉。
大多数扭伤是轻微的，造成轻微肿胀和瘀伤，可以通过保守治疗解决。然而，严重扭伤包括完全韧带撕裂和断裂、骨折，通常导致关节不稳、剧烈疼痛和功能下降。这些扭伤需要手术固定、长期制动和物理治疗。扭伤可以发生在任何关节，但最常见的发生在脚踝、膝盖或手腕。发生在肌肉或肌腱的等效损伤称为拉伤（strain）。

## 体征与症状
- 疼痛
- 肿胀
- 瘀傷
- 关节不稳（英语：Joint stability）[4]
- 负重困难
- 损伤关节的工作能力或活动范围下降[5]
- 韧带断裂可能会在受伤时引起破裂或爆裂声[6]

了解扭伤的体征与症状有助于区分扭伤和拉伤与骨折。拉伤通常表现为疼痛、痛性痙攣、肌肉痉挛和肌肉无力，骨折通常伴有骨压痛，尤其在负重时。

## 病因
急性扭伤是突然迫使关节运动超出其功能范围时发生的，通常是在外伤或运动损伤的情况下。慢性扭伤是由反复运动导致过度使用引起的。

### 原理
韧带是将骨骼连接在一起的胶原纤维，可为关节提供被动稳定作用。根据所涉及关节的功能不同，这些纤维会有不同的组织模式（平行、倾斜、螺旋形等）。韧带可以是囊外韧带（extra-capsular）（位于关节囊外）、囊膜（capsular）（关节囊的延续部分）或关节囊内韧带（intra-articular）（位于关节囊内）。由于与囊膜韧带或囊外韧带相比，关节内韧带的血流减少，因此这种位置对愈合有重要影响。
胶原纤维有大约4%的弹性区，在那里纤维随着关节负荷的增加而伸展。然而，超过这个弹性极限会导致纤维断裂，导致扭伤。认识到韧带通过增加纤维的横截面积来适应训练是很重要的。当韧带被固定时，韧带会迅速变弱。正常的日常活动对于维持韧带80-90%的力学性能是很重要的。

### 风险因子
- 疲劳和运动过量[1]
- 高强度接触性运动（英语：Contact sport）
- 环境因素
- 缺乏锻炼或运动装备[6]
- 韧带损伤的年龄和遗传因素（英语：Genetic predisposition）[10]
- 缺乏伸展运动或“热身运动”。若适当地进行热身，会增加血液流动和关节柔韧性[11]

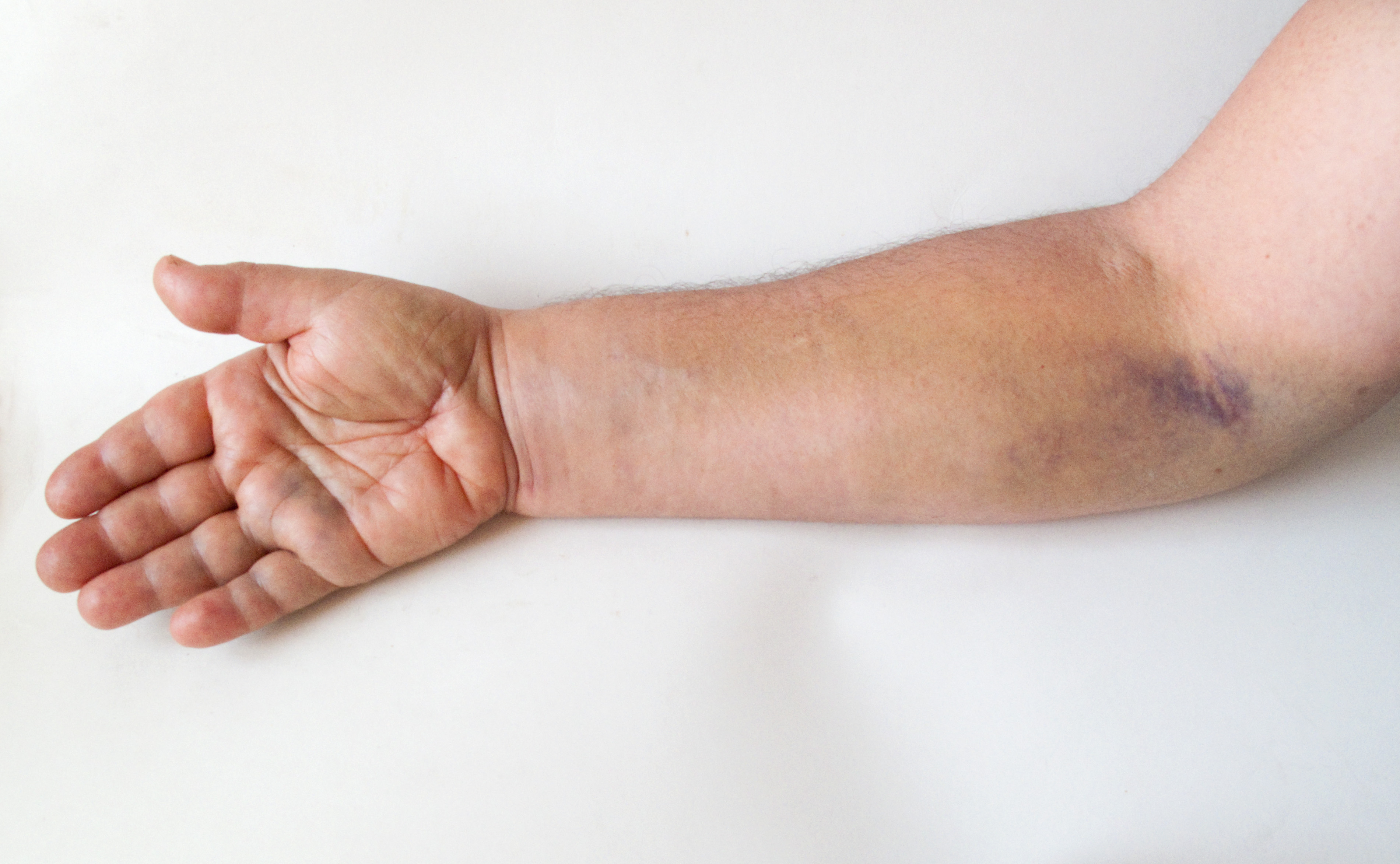
滑冰时摔倒导致的手腕扭伤

## 诊断
扭伤通常可以根据患者的体征和症状、损伤机制和体格检查进行临床诊断。但是，X射线可以帮助识别骨折，特别是在受伤部位有压痛或骨痛的情况下。在某些情况下，特别是如果愈合过程延长或怀疑有更严重的损伤，则进行核磁共振成像（MRI）以检查周围的软组织和韧带。

### 分类
1. 一级扭伤（轻度） – 韧带轻微拉伸（英语：Stretching）和结构性损伤，导致轻度肿胀和瘀伤。患者通常没有关节不稳或关节活动范围减小。
2. 二度扭伤（中度） – 受影响的韧带部分撕裂。患者通常会出现中度肿胀、压痛和关节不稳。受影响的关节可能难以承重。[14]
3. 三度扭伤（严重） – 韧带完全断裂或撕裂，有时撕脱一块骨头。患者通常会出现严重的关节不稳、疼痛、瘀伤、肿胀和无法对关节施加重量。[15]

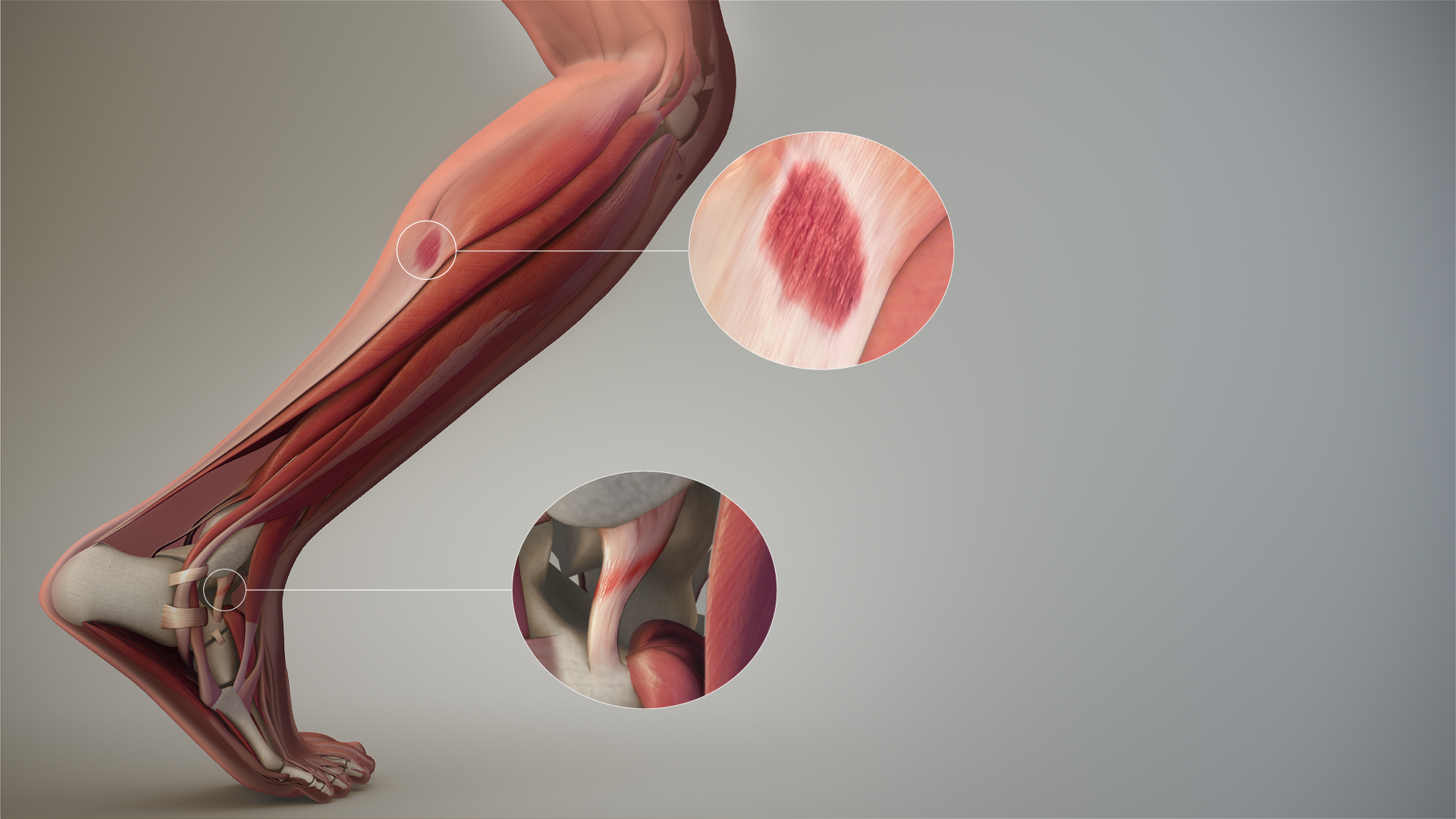
演示扭伤的三维动画

### 涉及的关节
尽管任何关节都可能发生扭伤，但一些更常见的损伤包括：
- 踝关节 - 扭伤最常见于踝关节，愈合时间比踝关节骨折要长。大多数踝关节扭伤通常发生在踝关节外侧的外侧韧带。常见的原因包括在不平坦的路面或在接触性运动中行走。[16]
  - 内翻性踝关节扭伤 - 踝关节内翻时发生的损伤
  - 外翻性踝关节扭伤 - 踝关节外翻时发生的损伤
- 脚趾
  - 跖趾关节扭伤（英语：Metatarsophalangeal joint sprain） - 迫使大脚趾向上过度伸展，尤其在运动中（在硬的地面上开始冲刺）[17]
- 膝关节 - 扭伤通常发生在膝关节，尤其发生在接触性运动（英语：Contact sport）（美式足球、足球、篮球、撑竿跳高、垒球、棒球和某些类型的武术）中。[18]
  - 前交叉韧带（ACL）损伤（英语：Anterior cruciate ligament injury）
  - 后交叉韧带（PCL）损伤（英语：Posterior cruciate ligament injury）
  - 内侧副韧带（MCL）损伤
  - 外侧副韧带（LCL）损伤
  - 上胫腓关节扭伤 - 通常由连接胫骨和腓骨的关节扭伤引起
  - 髌骨脱位（英语：Patellar dislocation）
- 手指和手腕 - 手腕扭伤经常发生，尤其是在摔倒时伸出的手上。
  - 拇指尺侧副韧带损伤（英语：Ulnar collateral ligament injury of the thumb）（又称滑雪者拇指，猎人拇指）用力抓握导致拇指掌指关节（MCP）的尺侧副韧带（UCL）受伤，历史上在苏格兰猎场看守人中被发现[19]
- 脊柱
  - 颈椎颈部扭伤
  - 外伤性颈椎综合征（Traumatic Cervical Spine Syndrome) - 颈部被迫过度伸展和弯曲，常见于追尾车祸中[20]
  - 背部扭伤 - 背部扭伤是最常见的医疗疾病之一，通常是由不良的举重机械和薄弱的核心肌肉引起的。

## 治疗
扭伤的治疗通常包括进行保守治疗以减少扭伤的体征与症状，进行手术修复严重的撕裂或断裂，以及进行康复以恢复受伤关节的功能。尽管大多数扭伤可以不用手术治疗，但根据个人情况，严重的损伤可能需要肌腱移植或韧带修复。 康复的程度和时间将取决于扭伤的严重程度。

### 保守治疗
根据受伤途径、关节症状和严重程度，大多数扭伤可在受伤后24小时内采取“RICE治疗法”采取保守措施进行治疗。然而，重要的是要认识到，治疗应根据患者的具体损伤和症状进行个体化。非甾体抗炎药（NSAID）等非处方药可以帮助缓解疼痛，外用非甾体抗炎药可以与口服药物一样有效。
- 保护（Protect）： 应加以保护和固定受伤部位，因为韧带再次受伤的风险增加。[26]
- 休息（Rest）：应固定受影响的关节，并尽量减少负重。例如，脚踝扭伤（英语：sprained ankle）时应限制行走.[27]
- 冰敷（Ice）：为了减少肿胀和疼痛，应立即在扭伤处敷冰块。[28]冰可以一天敷3-4次，每次10-15分钟，或直到肿胀消退，并且可以同时进行包扎。[27] 冰也可以用于止痛，但为此目的只能在短时间内使用（少于20分钟）。[29] 长时间暴露于冰中会减少流向受伤区域的血流量，减缓愈合过程。[30]
- 加压（Compression）：应使用敷料、绷带固定扭伤部位并提供支持保护。包裹伤口时，应在伤口的末端施加更大的压力，并沿心脏方向减小压力。这有助于血液从四肢循环到心脏。通过冷压疗法（英语：cold compression therapy）仔细处理肿胀是愈合过程中的关键，它可以防止扭伤部位进一步积液。但是，加压不应妨碍肢体的循环。[27]
- 抬高（Elevation）：保持扭伤关节抬高（高于心脏），可以减少肿胀。[27]

其他非手术疗法如连续被动运动在减轻肿胀和改善活动范围方面都是有效的。

### 功能康复
针对所有扭伤的有效康复计划的组成部分包括扩大受影响的关节的活动范围和逐步进行肌肉强化锻炼。 在进行了减少肿胀和疼痛的保守治疗后，可在受伤后48-72小时内活动四肢，通过刺激肌肉骨骼组织中与细胞分裂和基质重塑相关的生长因子来促进愈合。
长时间的固定会延迟扭伤的愈合，因为它通常会导致肌肉萎缩和无力。虽然长时间的固定会对恢复产生负面影响，但1996年的一项研究表明，使用支具或夹板可以固定骨头和受伤的韧带，从而提供保护，减轻疼痛并加快愈合速度。 在使用支具时，必须确保有足够的足够的血液流向四肢。最终，功能康复的目标是使患者恢复日常活动，同时将再次受伤的风险降至最低。

## 延伸阅读
- 孟雪明; 韩菊元. . 北京体育 (北京: 北京市体育局). 1983, (3). ISSN 1002-3259.